# Tena Martinec
Tena Martinec (* 3. Februar 2006) ist eine kroatische Leichtathletin, die im Sprint und im Mittelstreckenlauf an den Start geht.

## Sportliche Laufbahn
Erste internationale Erfahrungen sammelte Tena Martinec im Jahr 2022, als sie bei den U18-Balkan-Meisterschaften in Bar in 2:20,78 min den achten Platz im 800-Meter-Lauf belegte. Im Jahr darauf gelangte sie bei den U18-Balkan-Meisterschaften in Sivas mit 2:18,36 min auf den fünften Platz und 2024 belegte sie bei den U20-Balkan-Hallenmeisterschaften in Belgrad in 57,68 s den siebten Platz im 400-Meter-Lauf.
2023 wurde Martinec kroatische Meisterin in der Distanzstaffel sowie Hallenmeisterin in der 4-mal-400-Meter-Staffel.

## Persönliche Bestleistungen
- 400 Meter: 57,03 s, 1. Juli 2023 in Zagreb
  - 400 Meter (Halle): 57,06 s, 27. Januar 2024 in Zagreb
- 800 Meter: 2:11,13 min, 25. Juni 2023 in Čakovec
  - 800 Meter (Halle): 2:14,12 min, 27. Januar 2024 in Zagreb